# Nanton (Alberta)
Pour les articles homonymes, voir Nanton (homonymie).
Nanton est une ville (town) de Willow Creek No 26, située dans la province canadienne d'Alberta.

## Démographie
En tant que localité désignée dans le recensement de 2011, Nanton a une population de 2 132 habitants dans 905 de ses 957 logements, soit une variation de 3.7% avec la population de 2006. Avec une superficie de 4,802 6 km2, la ville possède une densité de population de 443,926 2 hab/km2 en 2011.
Concernant le recensement de 2006, Nanton abritait 2 055 habitants dans 822 de ses 853 logements. Avec une superficie de 4,252 0 km2, la ville possédait une densité de population de 483,3 hab/km2 en 2006.
| 2001  | 2006  | 2011  | 2016  |
| ----- | ----- | ----- | ----- |
| 1 841 | 2 055 | 2 132 | 2 181 |